# Campeonato Mundial de Fórmula 1 de 2009
O Campeonato Mundial de Fórmula 1 de 2009 foi a 60ª temporada da Fórmula 1, que é reconhecido pela Federação Internacional de Automobilismo (FIA), o órgão regulador do automobilismo internacional, como a mais alta categoria de competição para carros de corrida monopostos. A temporada contou com 17 etapas, começando no Grande Prêmio da Austrália, em 29 de março de 2009, e se encerrando no Grande Prêmio de Abu Dhabi (em estreia), em 1 de novembro de 2009.
Jenson Button e a Brawn GP conquistaram os títulos de pilotos e construtores, respectivamente, no Grande Prêmio do Brasil, a penúltima etapa do campeonato. Tanto para Button, como para a Brawn GP, foram os seus primeiros sucessos na Fórmula 1. Também para a história dos campeonatos mundiais ficou o fato de, pela primeira vez, uma equipe ter ganhado o campeonato no ano de estreia.
Button tornou-se o 10º britânico a vencer o Mundial, sendo também a 1ª vez que dois ingleses venceram o campeonato em anos consecutivos (Hamilton conseguiu no ano anterior). Todavia, não foram os primeiros britânicos. Tal feito cabe ao inglês Graham Hill (1968) e o escocês Jackie Stewart (1969).
Dez equipes participaram do Campeonato Mundial, após uma mudança radical nas regras numa tentativa da FIA de cortar custos devido à crise, e, também, de melhorar o espetáculo nas pistas. Para o último caso, foram trazidos de volta os pneus slicks, mudanças enormes nas restrições aerodinâmicas e a introdução do KERS (Kinetic Energy Recovering System, ou seja, Sistema de Recuperação de Energia Cinética), numa das maiores mudanças no regulamento de um ano para o outro.
A equipe Brawn, que surgiu das cinzas da Honda Racing F1 Team, conquistou seis triunfos nas sete primeiras corridas, muito devido ao fato de terem passado os dois anos anteriores trabalhando no carro desta temporada. Devido a isto, a equipe conquistou muitos pontos no início do ano, com as outras equipes chegando a esse nível apenas a partir da segunda metade da temporada.
No início do ano, Bernie Ecclestone (presidente da FOM) tentou colocar em prática o "sistema de medalhas", no qual afirmava que quem conquistasse a vitória (ouro) mais vezes levaria o título. Acabou por falhar em colocar a sua ideia em prática, nem para este ano, nem para 2010.

## Equipes e pilotos
| Campeão        | Vice-campeão     | 3º Lugar           |
| -------------- | ---------------- | ------------------ |
|                |                  |                    |
| Jenson Button  | Sebastian Vettel | Rubens Barrichello |
| Brawn-Mercedes | Red Bull-Renault | Brawn-Mercedes     |

| Equipe                    | Construtor           | Chassis | Motor               | Pneu | No. | Pilotos de corrida   | Pilotos de teste                |
| ------------------------- | -------------------- | ------- | ------------------- | ---- | --- | -------------------- | ------------------------------- |
| Vodafone McLaren Mercedes | McLaren-Mercedes     | MP4-24  | Mercedes FO 108W V8 | B    | 1   | Lewis Hamilton       | Pedro de la Rosa Gary Paffett   |
| Vodafone McLaren Mercedes | McLaren-Mercedes     | MP4-24  | Mercedes FO 108W V8 | B    | 2   | Heikki Kovalainen    | Pedro de la Rosa Gary Paffett   |
| Scuderia Ferrari Marlboro | Ferrari              | F60     | Ferrari 056 V8      | B    | 3   | Felipe Massa         | Luca Badoer Marc Gené           |
| Scuderia Ferrari Marlboro | Ferrari              | F60     | Ferrari 056 V8      | B    | 3   | Luca Badoer          | Luca Badoer Marc Gené           |
| Scuderia Ferrari Marlboro | Ferrari              | F60     | Ferrari 056 V8      | B    | 3   | Giancarlo Fisichella | Luca Badoer Marc Gené           |
| Scuderia Ferrari Marlboro | Ferrari              | F60     | Ferrari 056 V8      | B    | 4   | Kimi Räikkönen       | Luca Badoer Marc Gené           |
| BMW Sauber F1 Team        | BMW                  | F1.09   | BMW P86/9 V8        | B    | 5   | Robert Kubica        | Christian Klien                 |
| BMW Sauber F1 Team        | BMW                  | F1.09   | BMW P86/9 V8        | B    | 6   | Nick Heidfeld        | Christian Klien                 |
| ING Renault F1 Team       | Renault              | R29     | Renault RS27 V8     | B    | 7   | Fernando Alonso      | Lucas Di Grassi                 |
| ING Renault F1 Team       | Renault              | R29     | Renault RS27 V8     | B    | 8   | Nelsinho Piquet      | Lucas Di Grassi                 |
| ING Renault F1 Team       | Renault              | R29     | Renault RS27 V8     | B    | 8   | Romain Grosjean      | Lucas Di Grassi                 |
| Panasonic Toyota Racing   | Toyota               | TF109   | Toyota RVX-09 V8    | B    | 9   | Jarno Trulli         | Kamui Kobayashi                 |
| Panasonic Toyota Racing   | Toyota               | TF109   | Toyota RVX-09 V8    | B    | 10  | Timo Glock           | Kamui Kobayashi                 |
| Panasonic Toyota Racing   | Toyota               | TF109   | Toyota RVX-09 V8    | B    | 10  | Kamui Kobayashi      | Kamui Kobayashi                 |
| Scuderia Toro Rosso       | Toro Rosso-Ferrari   | STR4    | Ferrari 056 V8      | B    | 11  | Sébastien Bourdais   | David Coulthard                 |
| Scuderia Toro Rosso       | Toro Rosso-Ferrari   | STR4    | Ferrari 056 V8      | B    | 11  | Jaime Alguersuari    | David Coulthard                 |
| Scuderia Toro Rosso       | Toro Rosso-Ferrari   | STR4    | Ferrari 056 V8      | B    | 12  | Sébastien Buemi      | David Coulthard                 |
| Red Bull Racing           | Red Bull-Renault     | RB5     | Renault RS27 V8     | B    | 14  | Mark Webber          | David Coulthard                 |
| Red Bull Racing           | Red Bull-Renault     | RB5     | Renault RS27 V8     | B    | 15  | Sebastian Vettel     | David Coulthard                 |
| AT&T Williams             | Williams-Toyota      | FW31    | Toyota RVX-09 V8    | B    | 16  | Nico Rosberg         | Nico Hülkenberg                 |
| AT&T Williams             | Williams-Toyota      | FW31    | Toyota RVX-09 V8    | B    | 17  | Kazuki Nakajima      | Nico Hülkenberg                 |
| Force India F1 Team       | Force India-Mercedes | VJM02   | Mercedes FO 108W V8 | B    | 20  | Adrian Sutil         | Vitantonio Liuzzi               |
| Force India F1 Team       | Force India-Mercedes | VJM02   | Mercedes FO 108W V8 | B    | 21  | Giancarlo Fisichella | Vitantonio Liuzzi               |
| Force India F1 Team       | Force India-Mercedes | VJM02   | Mercedes FO 108W V8 | B    | 21  | Vitantonio Liuzzi    | Vitantonio Liuzzi               |
| Brawn GP F1 Team          | Brawn-Mercedes       | BGP 001 | Mercedes FO 108W V8 | B    | 22  | Jenson Button        | Alexander Wurz Anthony Davidson |
| Brawn GP F1 Team          | Brawn-Mercedes       | BGP 001 | Mercedes FO 108W V8 | B    | 23  | Rubens Barrichello   | Alexander Wurz Anthony Davidson |

Notas
- Não existem carros com os números 18 e 19 pelo abandono da Honda. A não existência de um número 13 é associada a uma superstição associada à quantidade de acidentes fatais em carros com esse mesmo número
- Brendon Hartley só recebeu a sua superlicença prévia para o Grande Prêmio da Espanha. Por isso, David Coulthard passou a ser terceiro piloto tanto da Toro Rosso quanto da Red Bull nas corridas seguintes.
- Em 16 de julho de 2009, a Toro Rosso anunciou oficialmente a demissão do francês Sébastien Bourdais, alegando que o piloto não correspondia as expectativas da equipe.[30]
- E em 20 de julho, a equipe anunciou o jovem espanhol Jaime Alguersuari como companheiro de Sébastien Buémi.[31]
- Após o acidente de Felipe Massa em Hungaroring, Michael Schumacher foi anunciado como substituto enquanto o piloto brasileiro estivesse afastado.[32] Porém com fortes dores no pescoço causadas por um acidente de moto em fevereiro, Michael não pôde assumir o lugar de Massa e Luca Badoer assumiu o posto.[33] No entanto, com os maus resultados em Valência e em Spa, a Ferrari confirmou Giancarlo Fisichella, da Force India, como novo substituto. O piloto de testes Vitantonio Liuzzi assumiu o lugar de Fisichella.
- Durante os treinos livres de sexta para o Grande Prêmio do Japão, Timo Glock foi substituído por Kamui Kobayashi. O motivo da substituição foi recomendação médica; Glock estava gripado, e os médicos recomendaram repouso, a fim de que ele pudesse se recuperar a tempo do treino livre de sábado.
- Timo Glock não participou do Grande Prêmio do Brasil e do Grande Prêmio de Abu Dhabi devido a um acidente sofrido pelo piloto no Grande Prêmio do Japão. O piloto foi substituído pelo japonês Kamui Kobayashi, piloto de testes da Toyota.[16]

## Calendário oficial
Calendário oficial publicado pela FIA no dia 7 de outubro de 2008 e modificado em novembro de 2008.
| GP | Título Oficial FORMULA 1™              | Grande Prêmio      | Circuito                         | Cidade / Local | Data  | Horário | Horário | Horário  |
| GP | Título Oficial FORMULA 1™              | Grande Prêmio      | Circuito                         | Cidade / Local | Data  | Local   | GMT     | Brasília |
| -- | -------------------------------------- | ------------------ | -------------------------------- | -------------- | ----- | ------- | ------- | -------- |
| 1  | ING Australian Grand Prix              | GP da Austrália    | Albert Park                      | Melbourne      | 29/03 | 17h00   | 06h00   | 03h00    |
| 2  | Petronas Malaysian Grand Prix          | GP da Malásia      | Circuito Internacional de Sepang | Kuala Lumpur   | 05/04 | 17h00   | 09h00   | 06h00    |
| 3  | Petronas Chinese Grand Prix            | GP da China        | Circuito Internacional de Xangai | Xangai         | 19/04 | 15h00   | 07h00   | 04h00    |
| 4  | Gulf Air Bahrain Grand Prix            | GP do Barém        | Circuito Internacional do Barém  | Sakhir, Manama | 26/04 | 15h00   | 12h00   | 09h00    |
| 5  | Telefónica Gran Premio de España       | GP da Espanha      | Circuito da Catalunha            | Barcelona      | 10/05 | 14h00   | 12h00   | 09h00    |
| 6  | Grand Prix de Monaco                   | GP de Mônaco       | Circuito de Mônaco               | Monte-Carlo    | 24/05 | 14h00   | 12h00   | 09h00    |
| 7  | ING Turkish Grand Prix                 | GP da Turquia      | Istanbul Park                    | Istambul       | 07/06 | 15h00   | 12h00   | 09h00    |
| 8  | Santander British Grand Prix           | GP da Grã-Bretanha | Silverstone Circuit              | Silverstone    | 21/06 | 13h00   | 12h00   | 09h00    |
| 9  | Großer Preis Santander von Deutschland | GP da Alemanha     | Nürburgring                      | Nürburg        | 12/07 | 14h00   | 12h00   | 09h00    |
| 10 | ING Magyar Nagydij                     | GP da Hungria      | Hungaroring                      | Budapeste      | 26/07 | 14h00   | 12h00   | 09h00    |
| 11 | Telefónica Grand Prix of Europe        | GP da Europa       | Valencia Street Circuit          | Valência       | 23/08 | 14h00   | 12h00   | 09h00    |
| 12 | ING Belgian Grand Prix                 | GP da Bélgica      | Circuit de Spa-Francorchamps     | Spa            | 30/08 | 14h00   | 12h00   | 09h00    |
| 13 | Gran Premio Santander d'Italia         | GP da Itália       | Autodromo Nazionale Monza        | Monza          | 13/09 | 14h00   | 12h00   | 09h00    |
| 14 | SingTel Singapore Grand Prix           | GP de Singapura    | Singapore Street Circuit         | Singapura      | 27/09 | 20h00   | 12h00   | 09h00    |
| 15 | Fuji Television Japanese Grand Prix    | GP do Japão        | Suzuka Circuit                   | Suzuka         | 04/10 | 14h00   | 05h00   | 02h00    |
| 16 | Grande Prêmio Petrobras do Brasil      | GP do Brasil       | Autódromo José Carlos Pace       | São Paulo      | 18/10 | 14h00   | 16h00   | 14h00¹   |
| 17 | Etihad Airways Abu Dhabi Grand Prix    | GP de Abu Dhabi    | Circuito de Yas Marina           | Ilha de Yas    | 01/11 | 15h00   | 11h00   | 11h00¹   |

- Nota 1:  - Horário de verão no território brasileiro que entrou em vigor no dia 18 de outubro de 2009.

## Testes de pré-temporada
O primeiro teste envolvendo várias equipes ocorreu no Circuit de Catalunya, Barcelona, em novembro de 2008, duas semanas após o fim da temporada anterior.
Todas as equipes (exceto a Toyota), participaram nesta sessão de testes, onde algumas equipes aproveitaram para testar os novos pacotes aerodinâmicos e os pneus slicks (que entrariam em vigor nesse ano). Williams e BMW Sauber estiveram entre essas equipes, com a montadora alemã correndo, não só com as novas especificações de asa dianteira, mas também das da asa traseira. O próprio piloto de testes da equipe (Christian Klien) classificou o carro, como “o mais feio que já vi”.

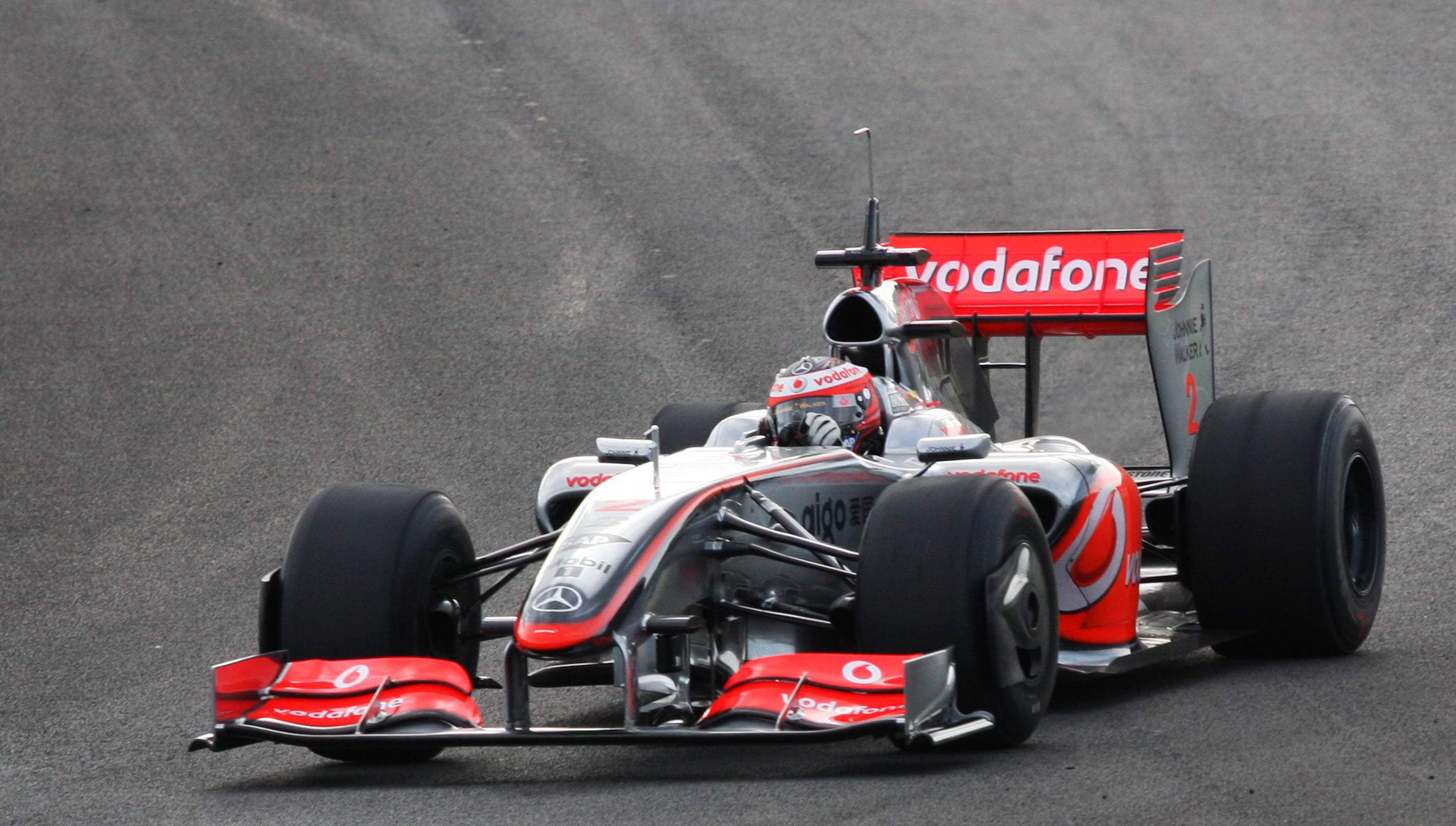
A McLaren sofreu grandes contratempos durante a pré-temporada.

Os novatos de F1, Sébastien Buemi (Toro Rosso), Lucas di Grassi e Bruno Senna (ambos na Honda, posteriormente Brawn GP) testaram durante estes testes. Takuma Sato tentava a sua sorte num dos cockpits da Toro Rosso; o campeão do WRC, Sebastien Loeb testou um Red Bull, e o piloto de testes da McLaren, Pedro de la Rosa conduziu pela Force India, devido à nova parceria entre as duas equipes.
Red Bull, Toro Rosso e Renault foram as únicas equipes a testarem exclusivamente os seus carros de 2008 (ainda que com pneus slicks), enquanto que as outras escuderias utilizaram, pelo menos, uma peça aerodinâmica para o carro de 2009.
O teste seguinte ocorreu em Jerez em dezembro de 2008, com seis equipes. Sébastien Buemi foi o mais rápido em todos os três dias, garantindo um lugar no grid com a Toro Rosso. A sessão de testes também serviu para a McLaren estrear finalmente as suas definições de 2009 na asa dianteira, bem como algumas outras especificações novas ao longo do seu chassi. Williams e BMW continuaram com as definições das asas deste ano, e Renault e Toro Rosso continuaram com as do ano anterior.
Após as primeiras apresentações, as equipes regressaram às pistas em 19 de janeiro. Toyota, Renault, McLaren e Williams testaram no Algarve juntamente com a Toro Rosso (que ainda usava o seu chassi de 2008). Graças a este fato, Sébastien Buemi (já confirmado como piloto titular) foi o mais rápido nos primeiros três dias de testes. Contudo, choveu nos primeiros dois dias, e apenas na 4ª feira foi possível testar os slicks. Na 5ª feira a chuva voltou e os testes tiveram que ser cancelados, pois os helicópteros médicos não conseguiam decolar.
A Ferrari tinha planejado testar no autódromo português, mas decidiu alterar, no último momento, para Mugello, tendo a chuva limitado (tal como no Algarve) as atividades da Scuderia. Isto levou a que se iniciassem dúvidas acerca da legalidade do novo F60. Entretanto, a BMW conseguiu melhor meteorologia em Valência, onde apresentou o F1.09.

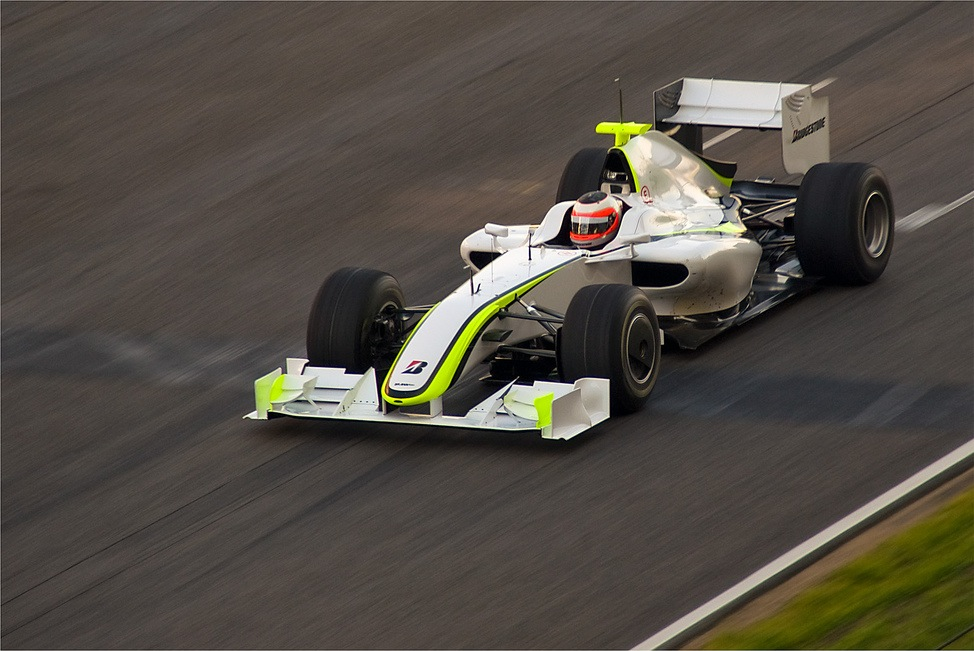
A Brawn GP causou sensação ao dominar os últimos testes da temporada.

Em 9 de março de 2009, os testes regressaram a Barcelona com uma nova equipe, Brawn GP (a partir da Honda F1). A nova equipe causou impacto ao dominar os tempos na estreia. Anunciava-se assim, como a temporada estreiaria… A Toro Rosso também aproveitou para lançar o STR04, transformando-se no primeiro teste com todas as equipes e os seus carros de 2009.
A BMW Sauber conseguiu liderar no 2º dia, contudo a Brawn não estava longe com o 4º lugar. No 3° dia, Jenson Button recolocou a Brawn GP no topo dos tempos, e no dia seguinte, Barrichello (o seu companheiro) tornou-se o primeiro piloto a descer á 18s.
Em 15 de março, Renault, Brawn e Williams iniciaram o último teste antes do início do campeonato em Jerez. No primeiro dia, Barrichello ficou na frente de Alonso (Renault), enquanto que no dia seguinte foi o espanhol quem ficou na frente, desta vez, de Button. Hamilton estava tendo problemas com o novo MP4-24, no que viria a ser um ano duro para o inglês.

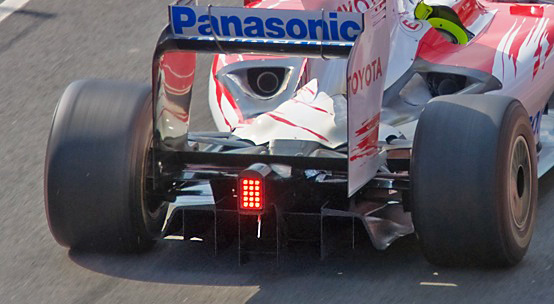
O controverso difusor duplo, inserido em um TF109 no GP da Espanha.

No último dia de conjunto, Button liderou seguido por Nico Rosberg, Nelsinho Piquet e Hamilton. Os testes continuariam, mas apenas Williams e McLaren permaneceram, com a equipe de Ron Dennis a estrear, todos os dias, novas peças no carro, na tentativa de corrigir os erros antes da prova de Melbourne.
Um grande problema que gerou muita controvérsia foi a questão dos difusores duplos. Três equipes - Toyota, Williams e Brawn - lançaram os seus carros com difusores que foram contestados pelas outras equipes, que não os consideravam legais.
Apesar do pedido de esclarecimento à FIA, as 7 equipes restantes afirmaram que, como ainda não havia uma decisão, aquelas três equipes não deveriam utilizar as peças em questão na Austrália. Após uma inspeção na 4ª feira antes da corrida, os comissários declaram os carros legais. Um tribunal de Apelo ficou marcado para 14 de abril, perto da 3ª corrida do ano, e a FIA apoiou os seus comissários após muita discussão, encerrando a questão.
Até o meio da temporada, vimos uma correria dentro das equipes para incorporar o sistema nos desenhos dos seus carros.

## Resultados

### Pilotos
| Pos | Piloto               | AUS | MAL½ | CHN | BAR | ESP | MON | TUR | GBR | ALE | HUN | EUR | BEL | ITA | SIN | JAP | BRA | ABD | Pts  |
| --- | -------------------- | --- | ---- | --- | --- | --- | --- | --- | --- | --- | --- | --- | --- | --- | --- | --- | --- | --- | ---- |
| 1   | Jenson Button        | 1   | 1    | 3   | 1   | 1   | 1   | 1   | 6   | 5   | 7   | 7   | Ret | 2   | 5   | 8   | 5   | 3   | 95   |
| 2   | Sebastian Vettel     | 13* | 15*  | 1   | 2   | 4   | Ret | 3   | 1   | 2   | Ret | Ret | 3   | 8   | 4   | 1   | 4   | 1   | 84   |
| 3   | Rubens Barrichello   | 2   | 5    | 4   | 5   | 2   | 2   | Ret | 3   | 6   | 10  | 1   | 7   | 1   | 6   | 7   | 8   | 4   | 77   |
| 4   | Mark Webber          | 12  | 6    | 2   | 11  | 3   | 5   | 2   | 2   | 1   | 3   | 9   | 9   | Ret | Ret | 17  | 1   | 2   | 69.5 |
| 5   | Lewis Hamilton       | DSQ | 7    | 6   | 4   | 9   | 12  | 13  | 16  | 18  | 1   | 2   | Ret | 12* | 1   | 3   | 3   | Ret | 49   |
| 6   | Kimi Räikkönen       | 15* | 14   | 10  | 6   | Ret | 3   | 9   | 8   | Ret | 2   | 3   | 1   | 3   | 10  | 4   | 6   | 12  | 48   |
| 7   | Nico Rosberg         | 6   | 8    | 15  | 9   | 8   | 6   | 5   | 5   | 4   | 4   | 5   | 8   | 16  | 11  | 5   | Ret | 9   | 34.5 |
| 8   | Jarno Trulli         | 3   | 4    | Ret | 3   | Ret | 13  | 4   | 7   | 17  | 8   | 13  | Ret | 14  | 12  | 2   | Ret | 7   | 32.5 |
| 9   | Fernando Alonso      | 5   | 11   | 9   | 8   | 5   | 7   | 10  | 14  | 7   | Ret | 6   | Ret | 5   | 3   | 10  | Ret | 14  | 26   |
| 10  | Timo Glock           | 4   | 3    | 7   | 7   | 10  | 10  | 8   | 9   | 9   | 6   | 14  | 10  | 11  | 2   | NL  | Les | Les | 24   |
| 11  | Felipe Massa         | Ret | 9    | Ret | 14  | 6   | 4   | 6   | 4   | 3   | NL  | Les | Les | Les | Les | Les | Les | Les | 22   |
| 12  | Heikki Kovalainen    | Ret | Ret  | 5   | 12  | Ret | Ret | 14  | Ret | 8   | 5   | 4   | 6   | 6   | 7   | 11  | 12  | 11  | 22   |
| 13  | Nick Heidfeld        | 10  | 2    | 12  | 19  | 7   | 11  | 11  | 15  | 10  | 11  | 11  | 5   | 7   | Ret | 6   | Ret | 5   | 19   |
| 14  | Robert Kubica        | 14* | Ret  | 13  | 18  | 11  | Ret | 7   | 13  | 14  | 13  | 8   | 4   | Ret | 8   | 9   | 2   | 10  | 17   |
| 15  | Giancarlo Fisichella | 11  | 18*  | 14  | 15  | 14  | 9   | Ret | 10  | 11  | 14  | 12  | 2   | 9   | 13  | 12  | 10  | 16  | 8    |
| 16  | Sébastien Buemi      | 7   | 16*  | 8   | 17  | Ret | Ret | 15  | 18  | 16  | 16  | Ret | 12  | 13* | Ret | Ret | 7   | 8   | 6    |
| 17  | Adrian Sutil         | 9   | 17   | 17* | 16  | Ret | 14  | 17  | 17  | 15  | Ret | 10  | 11  | 4   | Ret | 13  | Ret | 17  | 5    |
| 18  | Kamui Kobayashi      |     |      |     |     |     |     |     |     |     |     |     |     |     |     | AT  | 9   | 6   | 3    |
| 19  | Sébastien Bourdais   | 8   | 10   | 11  | 13  | Ret | 8   | 18  | Ret | Ret |     |     |     |     |     |     |     |     | 2    |
| 20  | Kazuki Nakajima      | Ret | 12   | Ret | Ret | 13  | 15* | 12  | 11  | 12  | 9   | 18  | 13  | 10  | 9   | 15  | Ret | 13  | 0    |
| 21  | Nelsinho Piquet      | Ret | 13   | 16  | 10  | 12  | Ret | 16  | 12  | 13  | 12  |     |     |     |     |     |     |     | 0    |
| 22  | Vitantonio Liuzzi    |     |      |     |     |     |     |     |     |     |     |     |     | Ret | 14  | 14  | 11  | 15  | 0    |
| 23  | Romain Grosjean      |     |      |     |     |     |     |     |     |     |     | 15  | Ret | 15  | Ret | 16  | 13  | 18  | 0    |
| 24  | Jaime Alguersuari    |     |      |     |     |     |     |     |     |     | 15  | 16  | Ret | Ret | Ret | Ret | 14  | Ret | 0    |
| 25  | Luca Badoer          |     |      |     |     |     |     |     |     |     |     | 17  | 14  |     |     |     |     |     | 0    |
| Pos | Piloto               | AUS | MAL½ | CHN | BAR | ESP | MON | TUR | GBR | GER | HUN | EUR | BEL | ITA | SIN | JPN | BRA | ABD | Pts  |

| Cor        | Resultado             |
| ---------- | --------------------- |
| Ouro       | Vencedor              |
| Prata      | 2.º lugar             |
| Bronze     | 3.º lugar             |
| Verde      | Terminou, nos pontos  |
| Azul       | Terminou, sem pontos  |
| Púrpura    | Ret – Retirou-se      |
| Vermelho   | NQ – Não qualificado  |
| Preto      | DSQ – Desqualificado  |
| Branco     | NL – Não largou       |
| Branco     | C – Corrida cancelada |
| Azul claro | AT – Apenas Treino    |
| Sem cor    | NP – Não participou   |
| Sem cor    | Les – Lesionado       |
| Sem cor    | EX – Excluído         |

* = Classificado pois completou 90% ou mais da prova.
½ = Foram dados a metade dos pontos. A corrida foi interrompida pelo mau tempo.
| Pos | Piloto               | Construtor(es)                 | Largadas | Vitórias | Pódiums | Poles | Voltas Rápidas | Pontos |
| --- | -------------------- | ------------------------------ | -------- | -------- | ------- | ----- | -------------- | ------ |
| 1   | Jenson Button        | Brawn Mercedes                 | 17       | 6        | 9       | 4     | 2              | 95     |
| 2   | Sebastian Vettel     | Red Bull Renault               | 17       | 4        | 8       | 4     | 3              | 84     |
| 3   | Rubens Barrichello   | Brawn Mercedes                 | 17       | 2        | 6       | 1     | 2              | 77     |
| 4   | Mark Webber          | Red Bull Renault               | 17       | 2        | 8       | 1     | 3              | 69.5   |
| 5   | Lewis Hamilton       | McLaren Mercedes               | 17       | 2        | 5       | 3     | 0              | 49     |
| 6   | Kimi Räikkönen       | Ferrari                        | 17       | 1        | 5       | 0     | 0              | 48     |
| 7   | Nico Rosberg         | Williams Toyota                | 17       | 0        | 0       | 0     | 1              | 34.5   |
| 8   | Jarno Trulli         | Toyota                         | 17       | 0        | 3       | 1     | 1              | 32.5   |
| 9   | Fernando Alonso      | Renault                        | 17       | 0        | 1       | 1     | 2              | 26     |
| 10  | Timo Glock           | Toyota                         | 14       | 0        | 2       | 0     | 1              | 24     |
| 11  | Felipe Massa         | Ferrari                        | 9        | 0        | 1       | 0     | 1              | 22     |
| 12  | Heikki Kovalainen    | McLaren Mercedes               | 17       | 0        | 0       | 1     | 0              | 22     |
| 13  | Nick Heidfeld        | BMW Sauber                     | 17       | 0        | 1       | 0     | 0              | 19     |
| 14  | Robert Kubica        | BMW Sauber                     | 17       | 0        | 1       | 0     | 0              | 17     |
| 15  | Giancarlo Fisichella | Force India Mercedes / Ferrari | 17       | 0        | 1       | 1     | 0              | 8      |
| 16  | Sébastien Buemi      | Toro Rosso Ferrari             | 17       | 0        | 0       | 0     | 0              | 6      |
| 17  | Adrian Sutil         | Force India Mercedes           | 17       | 0        | 0       | 0     | 1              | 5      |
| 18  | Kamui Kobayashi      | Toyota                         | 2        | 0        | 0       | 0     | 0              | 3      |
| 19  | Sébastien Bourdais   | Toro Rosso Ferrari             | 9        | 0        | 0       | 0     | 0              | 2      |
| 20  | Kazuki Nakajima      | Williams Toyota                | 17       | 0        | 0       | 0     | 0              | 0      |
| 21  | Nelsinho Piquet      | Renault                        | 10       | 0        | 0       | 0     | 0              | 0      |
| 22  | Vitantonio Liuzzi    | Force India Mercedes           | 5        | 0        | 0       | 0     | 0              | 0      |
| 23  | Romain Grosjean      | Renault                        | 7        | 0        | 0       | 0     | 0              | 0      |
| 24  | Jaime Alguersuari    | Toro Rosso Ferrari             | 8        | 0        | 0       | 0     | 0              | 0      |
| 25  | Luca Badoer          | Ferrari                        | 2        | 0        | 0       | 0     | 0              | 0      |

### Construtores
| \| Pos \| Construtor \| Carro \| AUS \| MAL½ \| CHN \| BAR \| ESP \| MON \| TUR \| GBR \| GER \| HUN \| EUR \| BEL \| ITA \| CIN \| JPN \| BRA \| ABD \| Pts \| \| --- \| -------------------- \| ----- \| --- \| ---- \| --- \| --- \| --- \| --- \| --- \| --- \| --- \| --- \| --- \| --- \| --- \| --- \| --- \| --- \| --- \| ----- \| \| 1 \| Brawn-Mercedes \| 22 \| 1 \| 1 \| 3 \| 1 \| 1 \| 1 \| 1 \| 6 \| 5 \| 7 \| 7 \| Ret \| 2 \| 5 \| 8 \| 5 \| 3 \| 172 \| \| 1 \| Brawn-Mercedes \| 23 \| 2 \| 5 \| 4 \| 5 \| 2 \| 2 \| Ret \| 3 \| 6 \| 10 \| 1 \| 7 \| 1 \| 6 \| 7 \| 8 \| 4 \| 172 \| \| 2 \| Red Bull-Renault \| 14 \| 12 \| 6 \| 2 \| 11 \| 3 \| 5 \| 2 \| 2 \| 1 \| 3 \| 9 \| 9 \| Ret \| Ret \| 17 \| 1 \| 2 \| 153.5 \| \| 2 \| Red Bull-Renault \| 15 \| 13* \| 15* \| 1 \| 2 \| 4 \| Ret \| 3 \| 1 \| 2 \| Ret \| Ret \| 3 \| 8 \| 4 \| 1 \| 4 \| 1 \| 153.5 \| \| 3 \| McLaren-Mercedes \| 1 \| DSQ \| 7 \| 6 \| 4 \| 9 \| 12 \| 13 \| 16 \| 18 \| 1 \| 2 \| Ret \| 12* \| 1 \| 3 \| 3 \| Ret \| 71 \| \| 3 \| McLaren-Mercedes \| 2 \| Ret \| Ret \| 5 \| 12 \| Ret \| Ret \| 14 \| Ret \| 8 \| 5 \| 4 \| 6 \| 6 \| 7 \| 11 \| 12 \| 11 \| 71 \| \| 4 \| Ferrari \| 3 \| Ret \| 9 \| Ret \| 14 \| 6 \| 4 \| 6 \| 4 \| 3 \| NL \| 17 \| 14 \| 9 \| 13 \| 12 \| 10 \| 16 \| 70 \| \| 4 \| Ferrari \| 4 \| 15* \| 14 \| 10 \| 6 \| Ret \| 3 \| 9 \| 8 \| Ret \| 2 \| 3 \| 1 \| 3 \| 10 \| 4 \| 6 \| 12 \| 70 \| \| 5 \| Toyota \| 9 \| 3 \| 4 \| Ret \| 3 \| Ret \| 13 \| 4 \| 7 \| 17 \| 8 \| 13 \| Ret \| 14 \| 12 \| 2 \| Ret \| 7 \| 59.5 \| \| 5 \| Toyota \| 10 \| 4 \| 3 \| 7 \| 7 \| 10 \| 10 \| 8 \| 9 \| 9 \| 6 \| 14 \| 10 \| 11 \| 2 \| NL \| 9 \| 6 \| 59.5 \| \| 6 \| BMW Sauber \| 5 \| 14* \| Ret \| 13 \| 18 \| 11 \| Ret \| 7 \| 13 \| 14 \| 13 \| 8 \| 4 \| Ret \| 8 \| 9 \| 2 \| 10 \| 36 \| \| 6 \| BMW Sauber \| 6 \| 10 \| 2 \| 12 \| 19 \| 7 \| 11 \| 11 \| 15 \| 10 \| 11 \| 11 \| 5 \| 7 \| Ret \| 6 \| Ret \| 5 \| 36 \| \| 7 \| Williams-Toyota \| 16 \| 6 \| 8 \| 15 \| 9 \| 8 \| 6 \| 5 \| 5 \| 4 \| 4 \| 5 \| 8 \| 16 \| 11 \| 5 \| Ret \| 9 \| 34.5 \| \| 7 \| Williams-Toyota \| 17 \| Ret \| 12 \| Ret \| Ret \| 13 \| 15* \| 12 \| 11 \| 12 \| 9 \| 18 \| 13 \| 10 \| 9 \| 15 \| Ret \| 13 \| 34.5 \| \| 8 \| Renault \| 7 \| 5 \| 11 \| 9 \| 8 \| 5 \| 7 \| 10 \| 14 \| 7 \| Ret \| 6 \| Ret \| 5 \| 3 \| 10 \| Ret \| 14 \| 26 \| \| 8 \| Renault \| 8 \| Ret \| 13 \| 16 \| 10 \| 12 \| Ret \| 16 \| 12 \| 13 \| 12 \| 15 \| Ret \| 15 \| Ret \| 16 \| 13 \| 18 \| 26 \| \| 9 \| Force India-Mercedes \| 20 \| 9 \| 17 \| 17* \| 16 \| Ret \| 14 \| 17 \| 17 \| 15 \| Ret \| 10 \| 11 \| 4 \| Ret \| 13 \| Ret \| 17 \| 13 \| \| 9 \| Force India-Mercedes \| 21 \| 11 \| 18* \| 14 \| 15 \| 14 \| 9 \| Ret \| 10 \| 11 \| 14 \| 12 \| 2 \| Ret \| 14 \| 14 \| 11 \| 15 \| 13 \| \| 10 \| Toro Rosso-Ferrari \| 11 \| 8 \| 10 \| 11 \| 13 \| Ret \| 8 \| 18 \| Ret \| Ret \| 15 \| 16 \| Ret \| Ret \| Ret \| Ret \| 14 \| Ret \| 8 \| \| 10 \| Toro Rosso-Ferrari \| 12 \| 7 \| 16* \| 8 \| 17 \| Ret \| Ret \| 15 \| 18 \| 16 \| 16 \| Ret \| 12 \| 13* \| Ret \| Ret \| 7 \| 8 \| 8 \| \| Pos \| Construtor \| Carro \| AUS \| MAL½ \| CHN \| BAR \| ESP \| MON \| TUR \| GBR \| GER \| HUN \| EUR \| BEL \| ITA \| CIN \| JPN \| BRA \| ABD \| Pts \| |                      |       |     |      |     |     |     |     |     |     |     |     |     |     |     |     |     |     |     |       |
| Pos | Construtor           | Carro | AUS | MAL½ | CHN | BAR | ESP | MON | TUR | GBR | GER | HUN | EUR | BEL | ITA | CIN | JPN | BRA | ABD | Pts   |
| 1 | Brawn-Mercedes       | 22    | 1   | 1    | 3   | 1   | 1   | 1   | 1   | 6   | 5   | 7   | 7   | Ret | 2   | 5   | 8   | 5   | 3   | 172   |
| 1 | Brawn-Mercedes       | 23    | 2   | 5    | 4   | 5   | 2   | 2   | Ret | 3   | 6   | 10  | 1   | 7   | 1   | 6   | 7   | 8   | 4   | 172   |
| 2 | Red Bull-Renault     | 14    | 12  | 6    | 2   | 11  | 3   | 5   | 2   | 2   | 1   | 3   | 9   | 9   | Ret | Ret | 17  | 1   | 2   | 153.5 |
| 2 | Red Bull-Renault     | 15    | 13* | 15*  | 1   | 2   | 4   | Ret | 3   | 1   | 2   | Ret | Ret | 3   | 8   | 4   | 1   | 4   | 1   | 153.5 |
| 3 | McLaren-Mercedes     | 1     | DSQ | 7    | 6   | 4   | 9   | 12  | 13  | 16  | 18  | 1   | 2   | Ret | 12* | 1   | 3   | 3   | Ret | 71    |
| 3 | McLaren-Mercedes     | 2     | Ret | Ret  | 5   | 12  | Ret | Ret | 14  | Ret | 8   | 5   | 4   | 6   | 6   | 7   | 11  | 12  | 11  | 71    |
| 4 | Ferrari              | 3     | Ret | 9    | Ret | 14  | 6   | 4   | 6   | 4   | 3   | NL  | 17  | 14  | 9   | 13  | 12  | 10  | 16  | 70    |
| 4 | Ferrari              | 4     | 15* | 14   | 10  | 6   | Ret | 3   | 9   | 8   | Ret | 2   | 3   | 1   | 3   | 10  | 4   | 6   | 12  | 70    |
| 5 | Toyota               | 9     | 3   | 4    | Ret | 3   | Ret | 13  | 4   | 7   | 17  | 8   | 13  | Ret | 14  | 12  | 2   | Ret | 7   | 59.5  |
| 5 | Toyota               | 10    | 4   | 3    | 7   | 7   | 10  | 10  | 8   | 9   | 9   | 6   | 14  | 10  | 11  | 2   | NL  | 9   | 6   | 59.5  |
| 6 | BMW Sauber           | 5     | 14* | Ret  | 13  | 18  | 11  | Ret | 7   | 13  | 14  | 13  | 8   | 4   | Ret | 8   | 9   | 2   | 10  | 36    |
| 6 | BMW Sauber           | 6     | 10  | 2    | 12  | 19  | 7   | 11  | 11  | 15  | 10  | 11  | 11  | 5   | 7   | Ret | 6   | Ret | 5   | 36    |
| 7 | Williams-Toyota      | 16    | 6   | 8    | 15  | 9   | 8   | 6   | 5   | 5   | 4   | 4   | 5   | 8   | 16  | 11  | 5   | Ret | 9   | 34.5  |
| 7 | Williams-Toyota      | 17    | Ret | 12   | Ret | Ret | 13  | 15* | 12  | 11  | 12  | 9   | 18  | 13  | 10  | 9   | 15  | Ret | 13  | 34.5  |
| 8 | Renault              | 7     | 5   | 11   | 9   | 8   | 5   | 7   | 10  | 14  | 7   | Ret | 6   | Ret | 5   | 3   | 10  | Ret | 14  | 26    |
| 8 | Renault              | 8     | Ret | 13   | 16  | 10  | 12  | Ret | 16  | 12  | 13  | 12  | 15  | Ret | 15  | Ret | 16  | 13  | 18  | 26    |
| 9 | Force India-Mercedes | 20    | 9   | 17   | 17* | 16  | Ret | 14  | 17  | 17  | 15  | Ret | 10  | 11  | 4   | Ret | 13  | Ret | 17  | 13    |
| 9 | Force India-Mercedes | 21    | 11  | 18*  | 14  | 15  | 14  | 9   | Ret | 10  | 11  | 14  | 12  | 2   | Ret | 14  | 14  | 11  | 15  | 13    |
| 10 | Toro Rosso-Ferrari   | 11    | 8   | 10   | 11  | 13  | Ret | 8   | 18  | Ret | Ret | 15  | 16  | Ret | Ret | Ret | Ret | 14  | Ret | 8     |
| 10 | Toro Rosso-Ferrari   | 12    | 7   | 16*  | 8   | 17  | Ret | Ret | 15  | 18  | 16  | 16  | Ret | 12  | 13* | Ret | Ret | 7   | 8   | 8     |
| Pos | Construtor           | Carro | AUS | MAL½ | CHN | BAR | ESP | MON | TUR | GBR | GER | HUN | EUR | BEL | ITA | CIN | JPN | BRA | ABD | Pts   |

* = Classificado pois completou 90% ou mais da prova.
½ = Foram dados a metade dos pontos. A corrida foi interrompida pelo mau tempo.
| Pos | Construtor           | Chassi  | Motor    | Pneu | Largadas | Vitórias | Pódiums | Poles | V. Rápidas | Pontos |
| --- | -------------------- | ------- | -------- | ---- | -------- | -------- | ------- | ----- | ---------- | ------ |
| 1   | Brawn Mercedes       | BGP 001 | Mercedes | B    | 17       | 8        | 15      | 5     | 4          | 172    |
| 2   | Red Bull Renault     | RB9     | Renault  | B    | 17       | 6        | 16      | 5     | 6          | 153.5  |
| 3   | McLaren Mercedes     | MP4-24  | Mercedes | B    | 17       | 2        | 5       | 4     | 0          | 71     |
| 4   | Ferrari              | F60     | Ferrari  | B    | 17       | 1        | 6       | 0     | 1          | 70     |
| 5   | Toyota               | TF109   | Toyota   | B    | 17       | 0        | 5       | 1     | 2          | 59.5   |
| 6   | BMW Sauber           | F1.09   | BMW      | B    | 17       | 0        | 2       | 0     | 0          | 36     |
| 7   | Williams Toyota      | FW31    | Toyota   | B    | 17       | 0        | 0       | 0     | 1          | 34.5   |
| 8   | Renault              | R29     | Renault  | B    | 17       | 0        | 1       | 1     | 2          | 26     |
| 9   | Force India Mercedes | VJM02   | Mercedes | B    | 17       | 0        | 1       | 1     | 1          | 13     |
| 10  | Toro Rosso Ferrari   | STR4    | Ferrari  | B    | 17       | 0        | 0       | 0     | 0          | 8      |

### Por Grande Prêmio
| GP | Grande Prêmio                 | Pole Position        | Volta mais rápida  | Vencedor           | Equipe           | Descrição |
| -- | ----------------------------- | -------------------- | ------------------ | ------------------ | ---------------- | --------- |
| 1  | Grande Prêmio da Austrália    | Jenson Button        | Nico Rosberg       | Jenson Button      | Brawn-Mercedes   | Descrição |
| 2  | Grande Prêmio da Malásia      | Jenson Button        | Jenson Button      | Jenson Button      | Brawn-Mercedes   | Descrição |
| 3  | Grande Prêmio da China        | Sebastian Vettel     | Rubens Barrichello | Sebastian Vettel   | Red Bull-Renault | Descrição |
| 4  | Grande Prêmio do Barém        | Jarno Trulli         | Jarno Trulli       | Jenson Button      | Brawn-Mercedes   | Descrição |
| 5  | Grande Prêmio da Espanha      | Jenson Button        | Rubens Barrichello | Jenson Button      | Brawn-Mercedes   | Descrição |
| 6  | Grande Prêmio de Mônaco       | Jenson Button        | Felipe Massa       | Jenson Button      | Brawn-Mercedes   | Descrição |
| 7  | Grande Prêmio da Turquia      | Sebastian Vettel     | Jenson Button      | Jenson Button      | Brawn-Mercedes   | Descrição |
| 8  | Grande Prêmio da Grã-Bretanha | Sebastian Vettel     | Sebastian Vettel   | Sebastian Vettel   | Red Bull-Renault | Descrição |
| 9  | Grande Prêmio da Alemanha     | Mark Webber          | Fernando Alonso    | Mark Webber        | Red Bull-Renault | Descrição |
| 10 | Grande Prêmio da Hungria      | Fernando Alonso      | Mark Webber        | Lewis Hamilton     | McLaren-Mercedes | Descrição |
| 11 | Grande Prêmio da Europa       | Lewis Hamilton       | Timo Glock         | Rubens Barrichello | Brawn-Mercedes   | Descrição |
| 12 | Grande Prêmio da Bélgica      | Giancarlo Fisichella | Sebastian Vettel   | Kimi Raikkonen     | Ferrari          | Descrição |
| 13 | Grande Prêmio da Itália       | Lewis Hamilton       | Adrian Sutil       | Rubens Barrichello | Brawn-Mercedes   | Descrição |
| 14 | Grande Prêmio de Singapura    | Lewis Hamilton       | Fernando Alonso    | Lewis Hamilton     | McLaren-Mercedes | Descrição |
| 15 | Grande Prêmio do Japão        | Sebastian Vettel     | Mark Webber        | Sebastian Vettel   | Red Bull-Renault | Descrição |
| 16 | Grande Prêmio do Brasil       | Rubens Barrichello   | Mark Webber        | Mark Webber        | Red Bull-Renault | Descrição |
| 17 | Grande Prêmio de Abu Dhabi    | Lewis Hamilton       | Sebastian Vettel   | Sebastian Vettel   | Red Bull-Renault | Descrição |

## Mudança dos direitos de transmissão
- A BBC irá transmitir novamente a Fórmula 1 no Reino Unido. A emissora havia perdido os direitos para a ITV em 1997. O contrato dura por 5 anos e inclui direitos de rádio, TV e internet.[36]
- Na Espanha, a Telecinco perdeu seus direitos para a Mediapro.[37]
- Na Bulgária, TV7 adquiriu os direitos de 2009, 2010 e 2011 da BTV.[38]
- ESPN Star Sports assinou um novo contrato de 5 anos, garantindo os direitos de transmissão em países da Ásia como Índia, Hong Kong e Coreia do Sul.[39]

## Regulamento

### Aerodinâmica
A principal mudança do regulamento de 2009 será a redução da carga aerodinâmica dos carros, com o objetivo de facilitar as ultrapassagens. Serão proibidos os apêndices, seguirá um desenho padrão, e o aerofólio traseiro será drasticamente reduzido.
O aerofólio dianteiro será móvel e controlado por um motor elétrico. Com isso, os pilotos poderão alterar o ângulo de ataque de acordo com o ponto da pista em que estiverem. O spoiler foi abaixado e alargado, indo até o limite dos pneus.

### Sistema de Recuperação de Energia Cinética - KERS
Na temporada de 2009, foi introduzido o KERS (Kinetic Energy Recovery System/Sistema de Recuperação de Energia Cinética). Ele reaproveita a energia gerada nas frenagens (antes dissipada na forma de calor) e a armazena em duas baterias. Este sistema proporciona aproximadamente 80 cavalos de potência a mais ( por cerca de 6,6 segundos por volta), bastando o piloto apertar um botão no volante.

#### Perigos do KERS
Apesar de ser uma nova tecnologia, o KERS pode representar um risco para os pilotos e os mecânicos. Durante uma sessão de treinos em Sakhir, no Barém, um mecânico da BMW Sauber foi eletrocutado após tocar no carro do piloto alemão Nick Heidfeld após algumas voltas do carro com o KERS ligado. Apesar disso, este incidente foi o único na mesma sessão de treinos.

### Pneus
Devido a mudanças de regulamento previstos para 2009 pela FIA, a Bridgestone irá produzir pneus slick, é o retorno dos pneus lisos e sem sulcos a categoria.

### Campeonato
Em 17 de março, pouco menos de duas semanas para o começo do campeonato, a FOM anunciou mudanças drásticas no critério do campeonato. O piloto que tivesse o maior número de vitórias seria o campeão. Porém, após a intervenção das equipes, que utilizaram o direito de veto, decidiu-se manter a pontuação vigente: 10-8-6-5-4-3-2-1  como critério de definição para o título.